# Göteborgs universitetsbibliotek

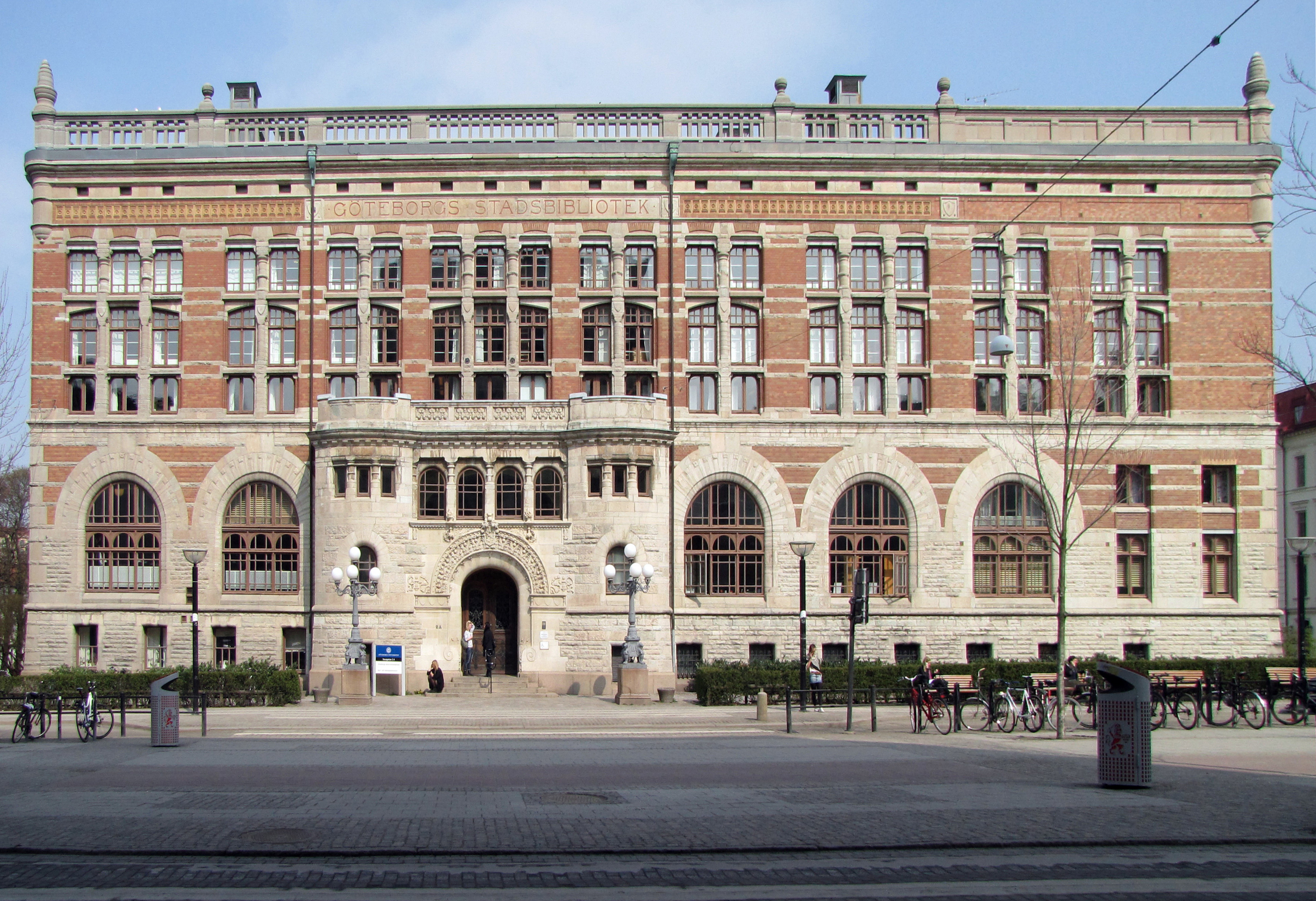
Samhällsvetenskapliga biblioteket.

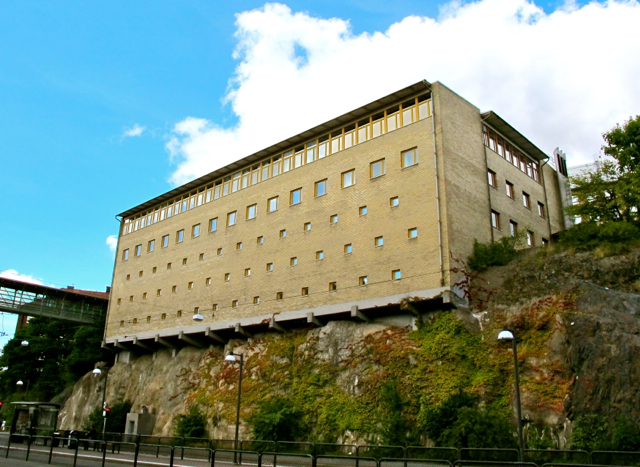
Biomedicinska biblioteket.

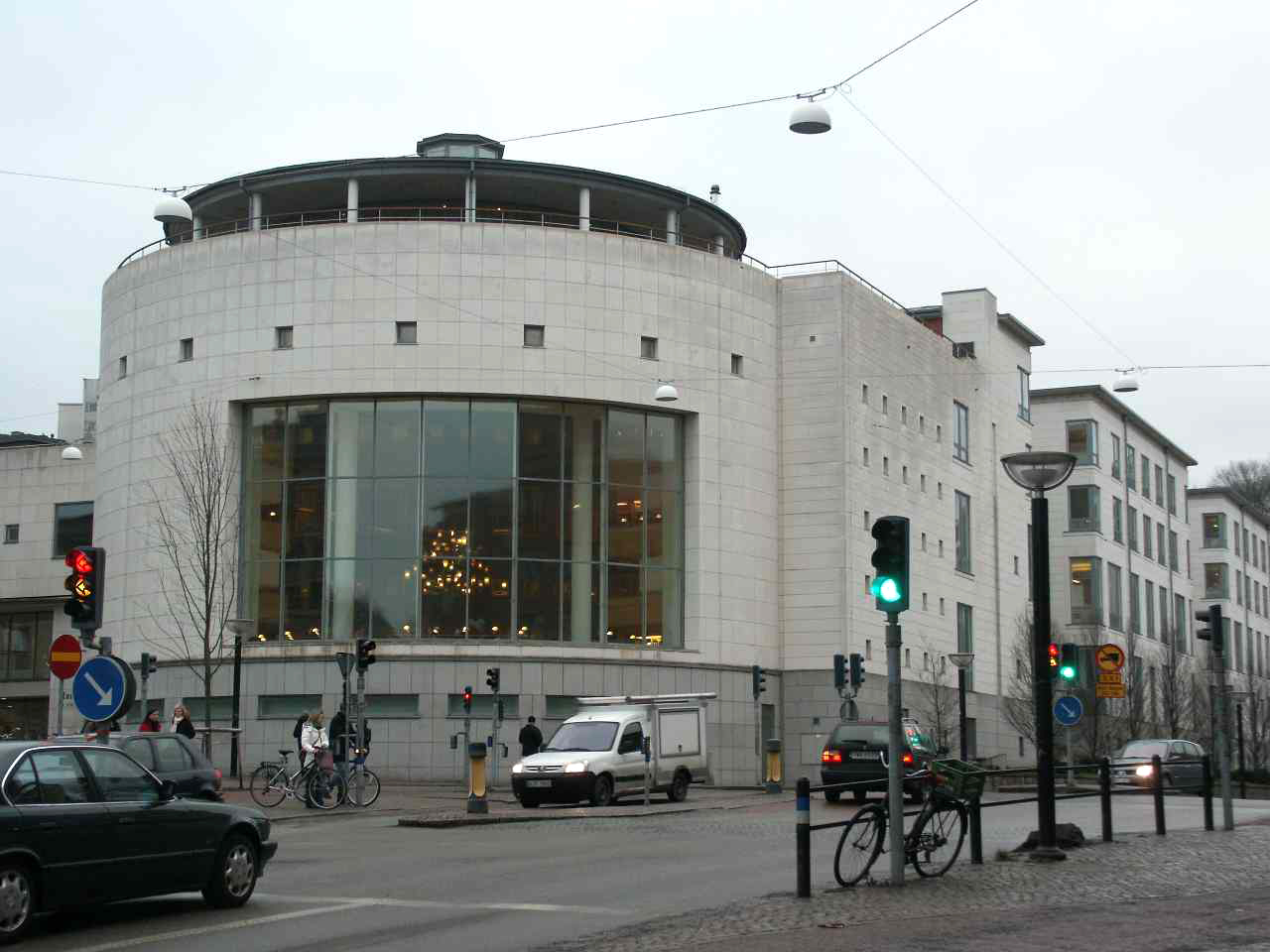
Ekonomiska biblioteket med den karakteristiskt runda läsesalen, belägen i anslutning till Handelshögskolan vid Göteborgs universitet.

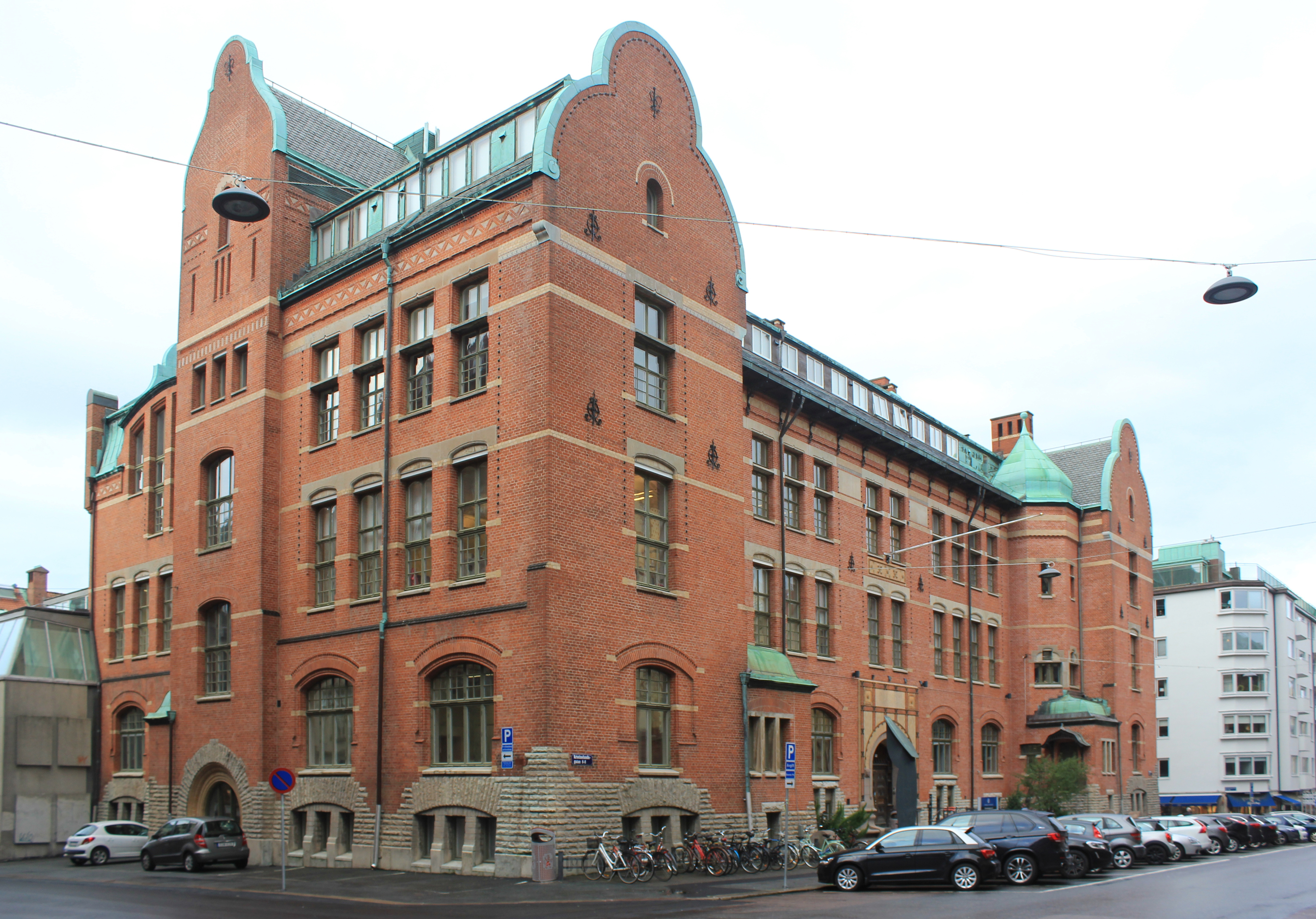
Högskolan för design och konsthantverk (HDK) som inhyser Konstbiblioteket.

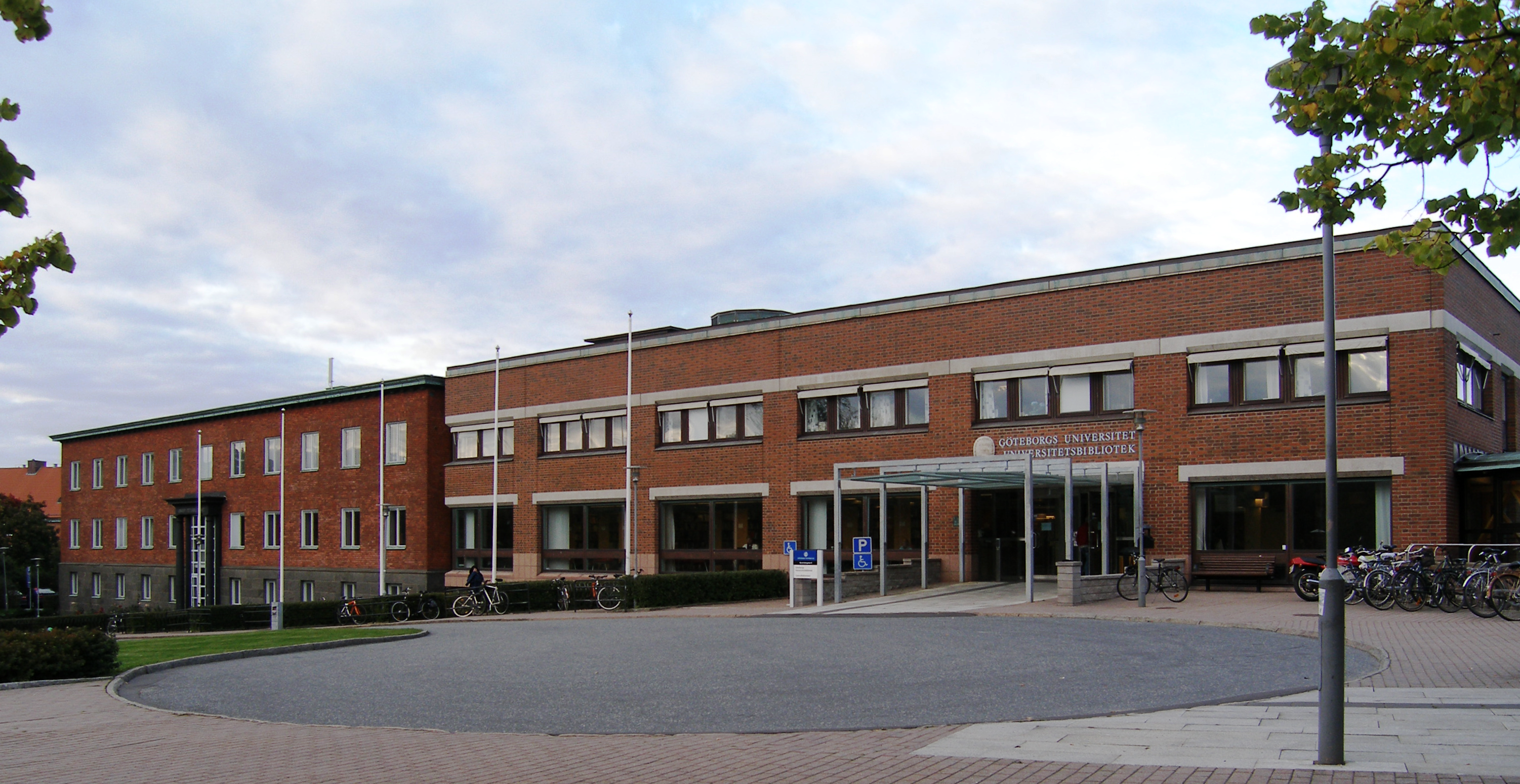
Humanistiska biblioteket.

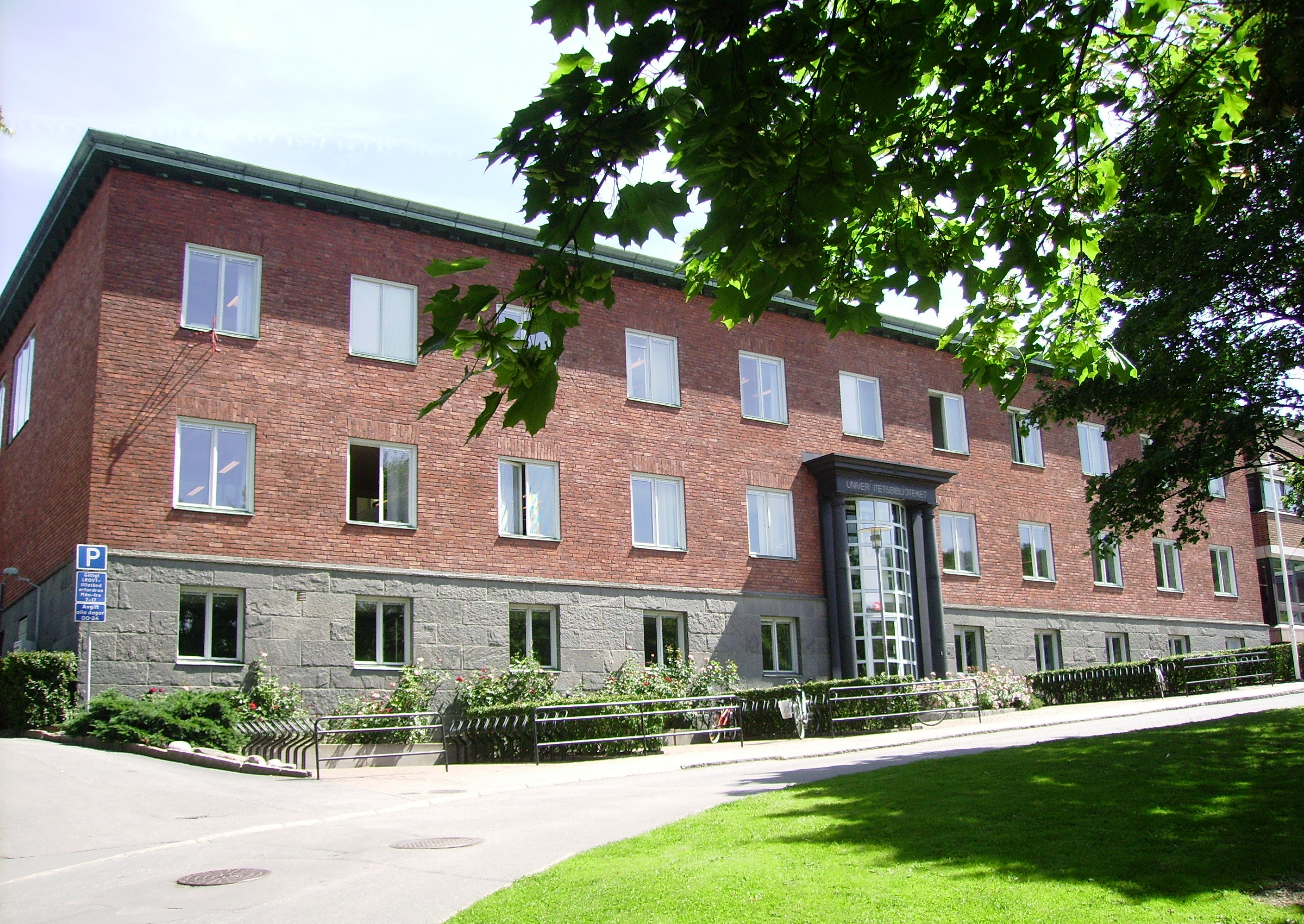
Den ursprungliga delen av Humanistiska biblioteket.

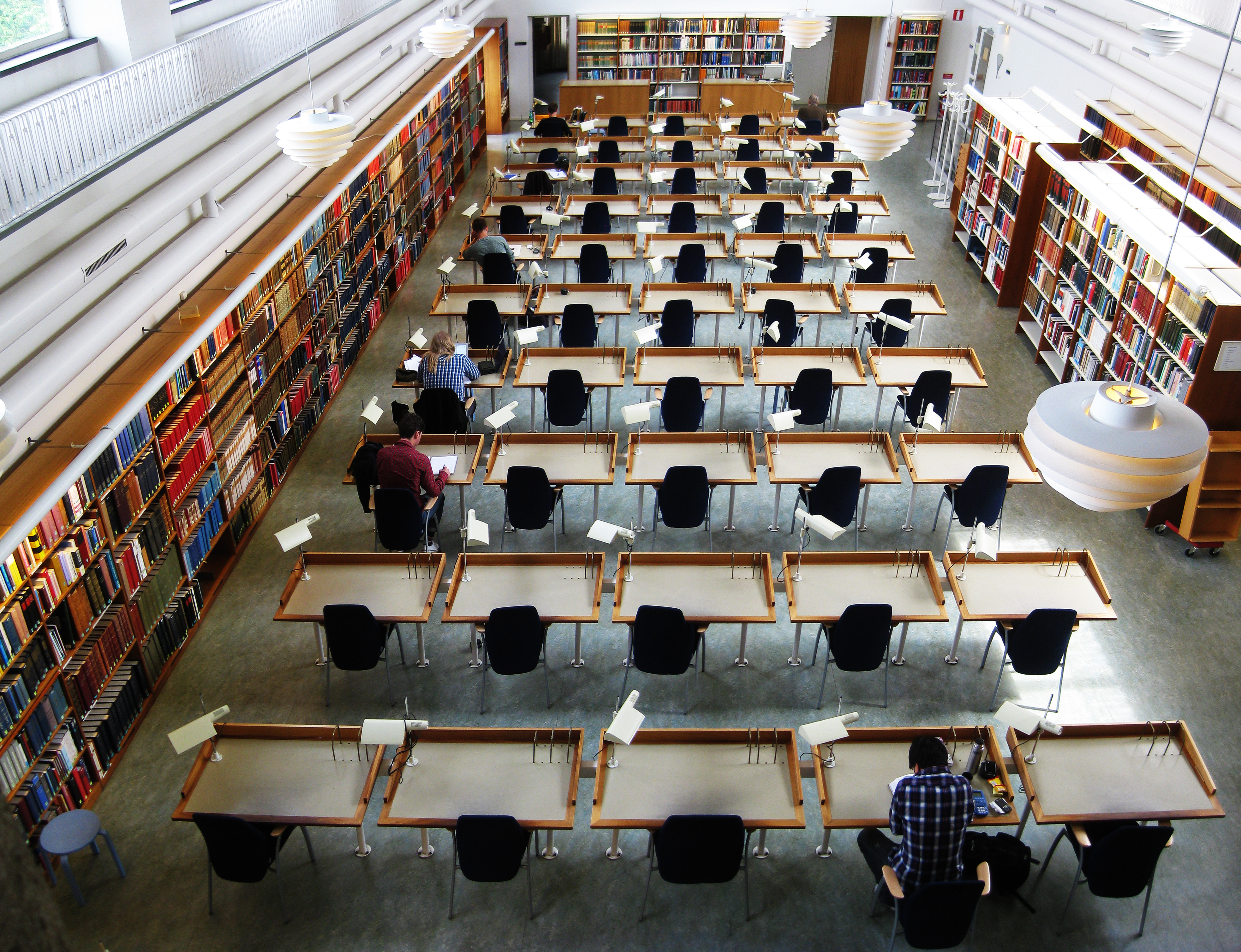
Humanistiska bibliotekets läsesal.

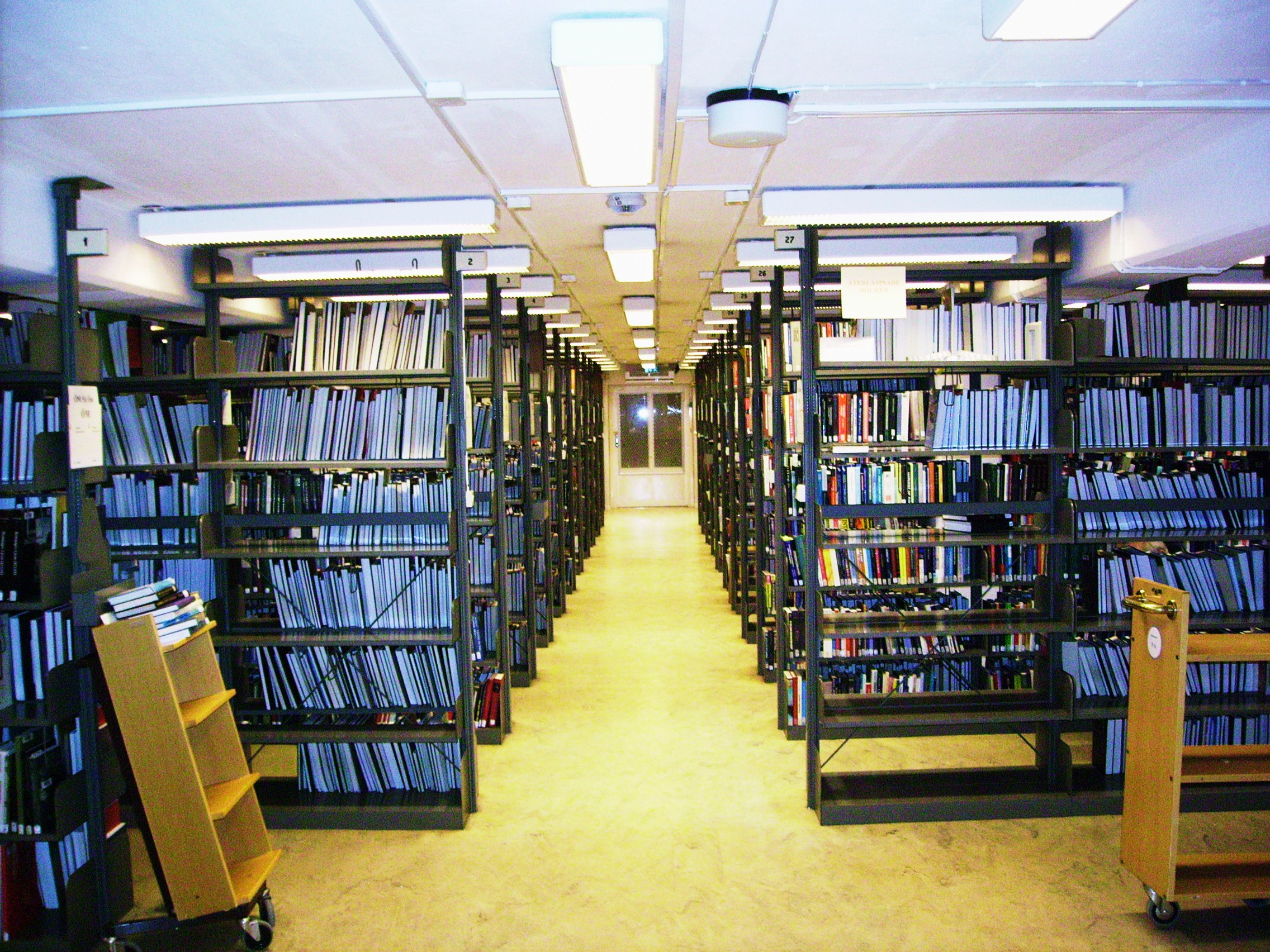
Hyllrader på Humanistiska biblioteket, plan 6A öst.

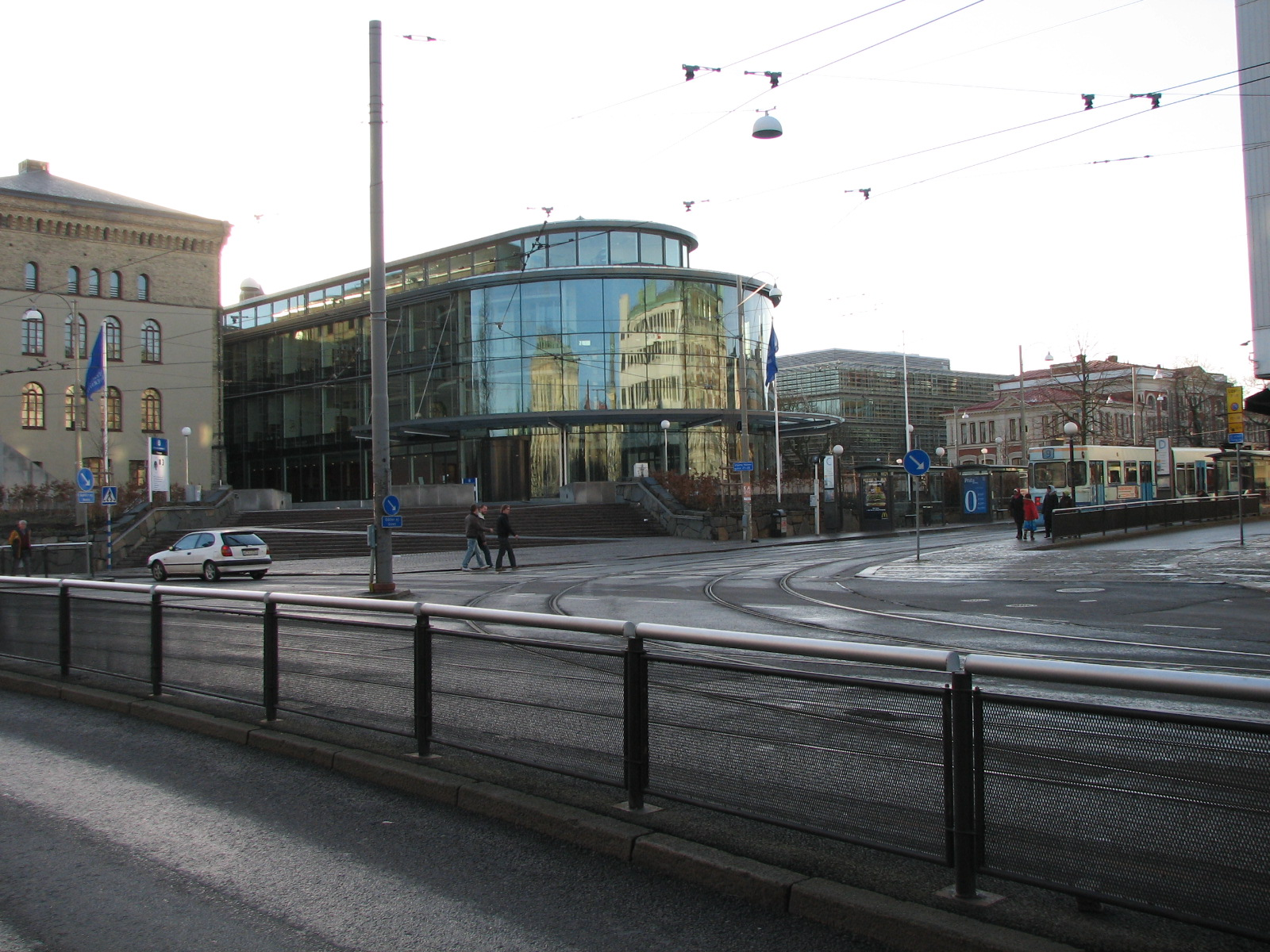
Del av Utbildningsvetenskapliga fakulteten som inhyser Pedagogiska biblioteket.

Göteborgs universitetsbibliotek (ursprungligen Göteborgs musei, Göteborgs högskolas bibliotek och Göteborgs stadsbibliotek) är ett universitetsbibliotek och en del av Göteborgs universitet. Universitetsbiblioteket består av sju bibliotek och ett nationellt bibliotek för genusforskning, KvinnSam. Alla bibliotek inom Göteborgs universitetsbibliotek är öppna för allmänheten.

## Historik

### 1800-talet
Stommen till detta bibliotek bildades tidigt genom gåvor. Redan under slutet av 1850-talet hade det blivande Naturhistoriska museet, byggt upp ett museibibliotek i ett stort galleri på översta våningen i den östra flygeln. Boksamlingen omfattade cirka 1 000 band som hade testamenterats 1844 till museet av livmedikus Johan P Westring, omkring 500 volymer tillfördes från Kungliga Vetenskaps- och Vitterhetssamhället i Göteborg samt 300 volymer från länets hushållningssällskaps bibliotek. I samband med invigningen av Göteborgs museum 20 december 1861, koncentrerades boksamlingarna dit.

Bibliotekets enda säkra penningtillförsel var under de första åren ett årsanslag från museet på 500 kronor, vilket 1870 höjdes till 700 kronor. Genom anslag ur Renströmska utdelningsfonden vid tre tillfällen, 1871 med 10 000 kronor, 1878 med 25 000 kronor och 1885 med 25 000 kronor, kunde man planmässigt bygga upp bokbeståndet.

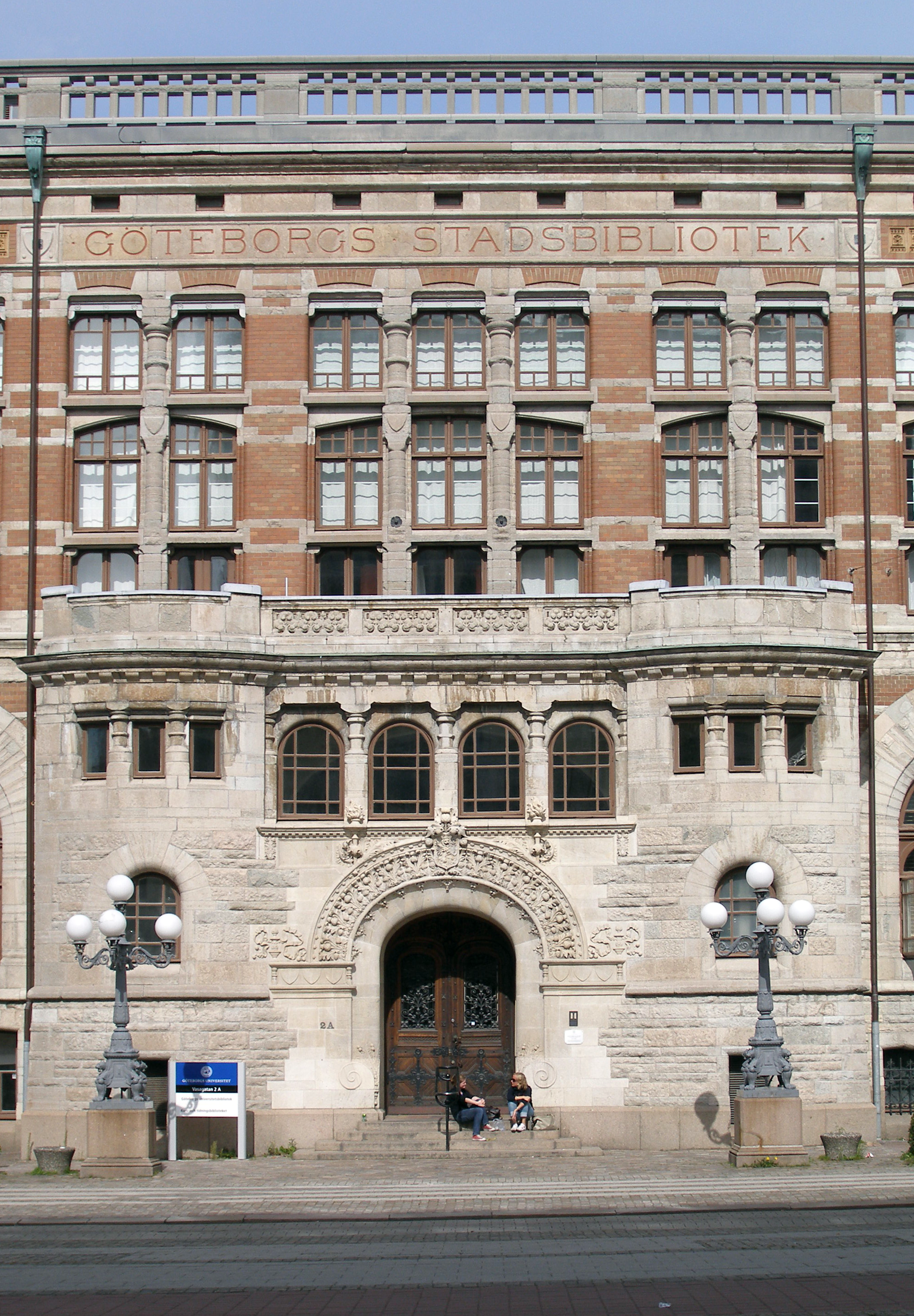
Samhällsvetenskapliga biblioteket

Bibliotekets storlek uppskattades 1863 till 5 000 volymer, 1869 till 10 000, 1879 till närmare 30 000 och 1886 räknade man med uppemot 50 000 volymer. Detta museibibliotek sammanslogs 1891 med de boksamlingar som tillhörde den nyöppnade Göteborgs högskola och då fick namnet Göteborgs stadsbibliotek.

### 1900-talet
Den 6 oktober 1900 invigdes en nyuppförd byggnad åt Göteborgs stadsbibliotek vid Haga kyrkoplan, det senare Kurs- och tidningsbiblioteket (1995-2013) och nuvarande Samhällsvetenskapliga biblioteket (2013-), vilket hade som främsta uppgift att tillhandahålla litteratur åt Göteborgs högskola. Detta stadsbibliotek ska inte förväxlas med dagens Göteborgs stadsbibliotek, som har sitt ursprung i Dicksonska folkbiblioteket och fick sitt namn först 1967 då det flyttade in i byggnaden vid Götaplatsen.
När den statliga Göteborgs medicinska högskola inrättades 1948, fick Göteborgs stadsbibliotek den 1 juli en statligt finansierad medicinsk avdelning. Göteborgs högskola och Göteborgs medicinska högskola sammanslogs 1954 till det statliga Göteborgs universitet. Stadsbiblioteket, som förblev i kommunal regi, lämnade byggnaden vid Haga kyrkoplan samma år för nya lokaler på Renströmsgatan 4 vid Näckrosdammen, vilka öppnades den 14 juni och invigdes officiellt 1 september. Vid en omorganisation av ämnesbiblioteken 2013 blev biblioteket vid Näckrosdammen Humanistiska biblioteket. 
Den 1 januari 1961 blev biblioteket en statlig institution som en del av Göteborgs universitet, och fick namnet Göteborgs universitetsbibliotek. Samtidigt delades verksamheten upp i två sektioner: den allmänna och den biomedicinska, där den senare flyttades över till en egen byggnad vid Medicinaregatan 4 i Änggården. Biomedicinska biblioteket ritades av arkitekten Klas Anshelm.

### 2000-talet
Från 2010 har det skett många förändringar i Göteborgs universitetsbiblioteks organisation och verksamhet. År 2012 integrerades Botanik- och miljöbiblioteket med Biomedicinska biblioteket efter att ha funnits inuti Institutionen för biologi- och miljövetenskapers byggnad i Botaniska trädgården fr.o.m. 1969, inalles i 43 år. År 2013 genomfördes en omorganisation då flera förändringar gjordes i samlingarnas placeringar och namnen på biblioteken. Centralbiblioteket vid Näckrosdammen blev Humanistiska biblioteket, och Kurs- och tidningsbiblioteket blev Samhällsvetenskapliga biblioteket. I takt med detta flyttades förvärvet av böcker inom samhällsvetenskap till just Samhällsvetenskapliga biblioteket och de kursböcker som tidigare stått där inom alla ämnen placerades ut på respektive ämnesbibliotek. År 2016 stängde Geovetenskapliga biblioteket och samlingarna flyttades till Biomedicinska biblioteket. År 2017 stängde Studietorget Campus Linné och samlingarna flyttades till Samhällsvetenskapliga och Humanistiska biblioteket. 
Dagens Göteborgs universitetsbibliotek består av Biomedicinska biblioteket, Hälsovetarbackens bibliotek, Humanistiska biblioteket, Ekonomiska biblioteket, Konstbiblioteket, Pedagogiska biblioteket och Samhällsvetenskapliga biblioteket. Det nationella biblioteket för genusforskning, KvinnSam, ingår också i universitetsbiblioteket.

## Exempel ur samlingarna
- Svenska Ostindiska Companiets arkiv, handskrivna skeppsrullor, skeppsjournaler, dagböcker och andra kompanihandlingar.
- Originalmanuskripten för August Strindbergs Inferno och Hjalmar Söderbergs Doktor Glas.
- Författarinnan, journalisten och debattören Elin Wägners samling.
- Författaren, kompositören och konstnären Evert Taubes arkiv.

## Chefer
- 1891–1927 Lars Wåhlin, tillsattes som bibliotekarie vid nyorganiseringen av musiebiblioteket och namnbytet till Göteborgs stadsbibliotek och hade titeln Överbibliotekarie från 1915.
- 1927–1954 S Severin Hallberg
- 1954–1977 N G Gösta Ottervik
- 1977–1996 Paul Hallberg
- 1996–2004 Jon Erik Nordstrand
- 2005–2012 Agneta Olsson
- 2012–2019 Margareta Hemmed
- 2019 – Morgan Palmqvist

## Delbibliotek

### Biblioteket för musik och dramatik
Biblioteket för musik och dramatik är numer en avdelning i Humanistiska biblioteket. Avdelningen har en stor samling noter inom alla genrer, pjäsmanus samt en CD- och DVD-samling. Här finns också böcker och tidskrifter inom musik och dramatik som riktar sig mot Högskolan för scen och musik.

### Biomedicinska biblioteket
Biomedicinska biblioteket riktar sig mot Sahlgrenska Akademin och Naturvetenskapliga fakulteten och ligger på Medicinaregatan 4 i Göteborg. Biblioteket har böcker och tidskrifter inom medicin, odontologi, vårdvetenskap, biologi, geovetenskaper, kulturvård, miljövetenskap och marina vetenskaper.

### Ekonomiska biblioteket
Ekonomiska biblioteket riktar sig mot Handelshögskolan och ligger i samma byggnad som fakulteten, på Vasagatan 1 i Göteborg. Biblioteket har böcker och tidskrifter inom företagsekonomi, nationalekonomi, kulturgeografi, ekonomisk historia, juridik och statistik. Här finns också samlingar speciellt inriktade på FN och EU.
Biblioteket är ett EDC-bibliotek (Europeiskt dokumentationscentrum) och tar därför emot de viktigaste EU-publikationerna. Ekonomiska biblioteket har också en stor statistiksamling och är ett så kallat depåbibliotek för FN-material. FN:s publikationer återfinns nu till stor del i databaser.
1995 invigdes det nuvarande biblioteket ritat av Erséus, Frenning & Sjögren Arkitekter. I biblioteket finns en läsesal med stort rundat fönster ut mot Vasagatan, i läsesalen hänger en ljuskrona gjord av konstnären Gunnel Sahlin. 
Den tidigare lokalen låg på Vasagatan 3, även då i Handelshögskolans lokaler. Läsesalen hade då 44 stycken läsplatser,  nuvarande bibliotek har cirka 400 läsplatser.
Biblioteket fick sitt nuvarande namn 1971 då Handelshögskolan slogs samman med universitetet och efter att Handelshögskolans bibliotek införlivades med Göteborgs universitetsbibliotek 1969.

### Humanistiska biblioteket
Humanistiska biblioteket riktar sig mot Humanistiska fakulteten och har böcker och tidskrifter inom humaniora och kulturvetenskaperna. Här finns också det nationella biblioteket för genusforskning KvinnSam, donerade samlingar och rariteter samt äldre tryck, handskrifter, vardagstryck och ljud- och videoinspelningar. Biblioteket ligger i anslutning till fakulteten på Renströmsgatan 4 i Göteborg och består dels av grunderna till en äldre del (Minneshallen),, som tillkom i samband med Jubileumsutställningen i Göteborg 1923, och dels en byggnad som ritades av arkitekt Ärland Noreen och successivt uppfördes från 1951 och fram till april 1954, då inflyttningen påbörjades. Flytten tog precis 64 dagar att genomföra, kostnaderna uppgick till 5 246 000 kronor. Hyllutrymmet var 48 700 meter och böckerna upptog cirka 18 900 hyllmeter. En tillbyggnad gjordes 1984 (arkitekt: Coordinator). Humanistiska biblioteket gick länge under namnet Göteborgs universitetsbibliotek. 2013 blev biblioteket ett ämnesbibliotek likt de andra i organisationen och de öppna samlingarna blev mer inriktade på Humanistiska fakultetens kurser. 

### Konstbiblioteket
Konstbiblioteket riktar sig mot Högskolan för design och konsthantverk och Akademin Valand och har böcker och tidskrifter inom konst, konsthantverk, design och foto. Biblioteket ligger i samma byggnad som Högskolan för design och konsthantverk på Kristinelundsgatan 6 i Göteborg. Här finns också färgkartor med kulörkoder samt ett urval ur materialbiblioteket Material ConneXion.

### Pedagogiska biblioteket
Pedagogiska biblioteket riktar sig mot Utbildningsvetenskapliga fakulteten och IT-fakulteten och har böcker och tidskrifter inom utbildningsvetenskap och kost- och idrottsvetenskap. Biblioteket ligger i Pedagogens byggnad Hus A, på Västra Hamngatan 25 i Göteborg. Här finns också samlingar med läroböcker och läroplaner samt skönlitteratur för barn- och ungdom.

### Samhällsvetenskapliga biblioteket
Samhällsvetenskapliga biblioteket riktar sig mot Samhällsvetenskapliga fakulteten och har böcker och tidskrifter inom samhällsvetenskap. Här finns också svenska och utländska dagstidningar, varav de flesta är åtkomliga på mikrofillm. Biblioteket ligger på Vasagatan 2A i Göteborg.

### Hälsovetarbackens bibliotek
Hälsovetarbackens bibliotek har kurslitteratur och referenslitteratur inom vårdvetenskap, medicin, odontologi, kemi, geovetenskaper, marina vetenskaper, biologi, miljövetenskap och kulturvård, som endast går att läsa på plats. På biblioteket kan du inte låna några böcker men du kan återlämna böcker som du har lånat på andra bibliotek. Biblioteket ligger i anslutning till Institutionen för vårdvetenskap och hälsa vid Sahlgrenska Akademin, på Arvid Wallgrens Backe i Göteborg.

### KvinnSam
KvinnSam, tidigare känt som Kvinnohistoriska samlingarna, är ett nationellt bibliotek för kvinno-, mans- och genusforskning. KvinnSam är öppet för allmänheten precis som alla andra bibliotek inom Göteborgs universitetsbibliotek. KvinnSam är placerat på Humanistiska biblioteket. Till KvinnSams ansvar och uppgifter hör att samla, bevaka och organisera material rörande genusfrågor. Till detta material hör allt från forskning till broschyrer och aktuell debatt. Samlingarna innehåller även ett handskriftsarkiv. 2018 togs beslutet att KvinnSam ska etableras som forskningsinfrastruktur vid Göteborgs Universitet